# Dudinka
Dudinka là một thành phố tại Liên bang Nga, trung tâm hành chính của Vùng tự trị Taymyr và từ ngày 1 tháng 1 năm 2007 trở đi là của huyện Taymyr. Nó được thành lập năm 1667 như là điểm cư trú mùa đông và tới năm 1951 thì được nâng cấp lên thành thành phố.
Dân số 25.200 người (năm 2005) và 24.382 năm 2008.
Thành phố này nằm phía trên vòng Bắc cực, trên bờ phải sông Enisei, nằm về phía bắc thành phố Krasnoyarsk và cách nó 2.021 km.
Dudinka - một cảng biển ở hạ lưu sông Enisei và là lớn nhất tại Siberia. Từ hải cảng này có thể vận tải tới Arkhangelsk và Murmansk quanh năm bằng phương tiện vận tải đường biển, còn trong giai đoạn mùa hè thì có thể vận tải cả bằng phương tiện đường sông tới Krasnoyarsk và Dikson. Hàng hóa được vận chuyển chủ yếu là kim loại màu, than và các loại quặng để luyện kim.
Tại đây có tuyến đường sắt dành cho tàu hỏa chạy điện xa nhất về phía bắc trên thế giới cũng như tuyến đường bộ nối liền Dudinka với Norilsk (96 km) và sân bay Alykel (40 km).
Các thành phố Norilsk và Dudinka có địa vị pháp lý là ZATO (ЗАТО - vùng lãnh thổ hành chính đóng cửa), nhưng kể từ ngày 25 tháng 11 năm 2001 trở đi thì việc đến các thành phố này đối với người nước ngoài (ngoại trừ công dân Belarus) phải có giấy phép của chính quyền. Trước đó, trong vòng 10 năm (từ năm 1991) thì việc đi lại là tự do.